# Campionatul Mondial de Scrimă din 1947
Campionatul Mondial de Scrimă din 1947 s-a desfășurat la Lisabona în Portugalia.

## Rezultate

### Masculin
| Probă                 | Aur                                                                                            | Argint                                                                                                  | Bronz |
| Spadă la individual   | Édouard Artigas (FRA)                                                                          | Bengt Ljungquist (SWE)                                                                                  | Raoul Henkaert (BEL)                                                                                         |
| Spadă pe echipe       | Franța Édouard Artigas Jehan Buhan Marcel Desprets Henri Guérin Henri Lepage Michel Pécheux    | Suedia Per Carleson Sven Fahlman Carl Forssell Bengt Ljungquist Sven Thofelt                            | Italia Stefano Allocchio Luigi Cantone Ercole Domeniconi Dario Mangiarotti Edoardo Mangiarotti Saverio Ragno |
| Floretă la individual | Christian d'Oriola (FRA)                                                                       | Manlio Di Rosa (ITA)                                                                                    | Edoardo Mangiarotti (ITA)                                                                                    |
| Floretă pe echipe     | Franța André Bonin René Bougnol Jehan Buhan Christian d'Oriola Adrien Rommel                   | Polonia Giancarlo Bergamini Manlio Di Rosa Giuliano Nostini Renzo Nostini Giorgio Pellini Saverio Ragno | Belgia · Robert Michiels · Paul Valcke · André Van De Werve · Édouard Yves                                   |
| Sabie la individual   | Aldo Montano (ITA)                                                                             | Georges de Bourguignon (BEL)                                                                            | Gastone Darè (ITA)                                                                                           |
| Sabie pe echipe       | Italia Gastone Darè Umberto De Martino Carlo Filogamo Aldo Montano Vincenzo Pinton Mauro Racca | Franța Robert Bayot Georges de Bourguignon Ferdinand Jassogne Édouard Yves                              | Egipt · Salah Dessouki · Mohamed Abdel Rahman · Mahmoud Younes · Mohamed Zulficar                            |

### Feminin
| Probă                 | Aur                                                                   | Argint                                                                                   | Bronz                                                                          |
| Floretă la individual | Ellen Preis (AUT)                                                     | Silvia Strukel (ITA)                                                                     | Louisette Malherbaud (FRA)                                                     |
| Floretă pe echipe     | Danemarca · Karen Lachmann · Kate Mahaut · Grete Olsen · Ulla Barding | Franța Jacqueline Baudot Renée Garilhe Françoise Gouny Alice Karren Louisette Malherbaud | Italia Cleo Balbo Velleda Cesari Elena Libera Alberta Lorenzoni Silvia Strukel |

## Clasament pe medalii
| Loc | Țară      | Aur | Argint | Bronz | Total |
| --- | --------- | --- | ------ | ----- | ----- |
| 1   | Franța    | 4   | 1      | 1     | 6     |
| 2   | Italia    | 2   | 3      | 4     | 9     |
| 3   | Austria   | 1   | 0      | 0     | 1     |
| 3   | Danemarca | 1   | 0      | 0     | 1     |
| 5   | Belgia    | 0   | 2      | 2     | 4     |
| 6   | Suedia    | 0   | 2      | 0     | 2     |
| 7   | Egipt     | 0   | 0      | 1     | 1     |